# Kowloon
Kowloon (kinesisk: 九龍) henviser til det område af Hongkong som omfatter Kowloonhalvøen og New Kowloon. Det er afgrænset i øst af Lei Yue Mun-strædet, Mei Foo Sun Chuen og Stonecutter's Island i vest, Tate's Cairn og Lion Rock i nord, og sundet Victoria Harbour som adskiller fastlandet fra Hong Kong Island mod syd. Befolkningen var i 2000 på 2.071.000 indbyggere. 

## Administration
Kowloon består af de følgende af Hongkongs administrative distrikter:
- Kowloon City
- Kwun Tong
- Sham Shui Po
- Wong Tai Sin
- Yau Tsim Mong

## Historie
Navnet Kowloon betyder ni drager, nemlig otte omliggende bjergtoppe (1.Castle Peak (583 m), 2.Tai Mo Shan (958 m), 3.Tate's Cairn (583 m), 4.Lion Rock (495 m), 5. Ma On Shan (70 2m), 6. Kowloon Peak (602 m) og 7. Sharp Peak (468 m) og, som den niende drage, den kinesiske kejser. Den del af Kowloon som ligger syd for Boundary Street blev, sammen med Stonecutters Island, afstået af det kinesiske Qing-dynastiet til Storbritannien i 1860 som følge af Pekingkonventionen efter den anden opiumskrig. I mange år lod briterne for det meste være med at udbygge området, og besøgte det hovedsagelig for at gå på jagt efter tigre. 
Den del af Kowloon som ligger nord for Boundary Street (New Kowloon) kom til i 1898, som en lejeaftale for 99 år. I New Kowloon ligger Kowloon City, og det sigtede til Kowloon Walled City som lå der. Kowloon Walled City blev nedrevet i 1993. (Samme region blev kaldt Guanfuchang (官富場) under Song-dynastiet.)
I daglig tale regner man imidlertid sjældent New Kowloon som en del af New Territories, men som en del af Kowloons byområde på begge sider af Boundary Street. 
En storstilet udbygning af Kowloon gik i gang tidligt i 1900-tallet, sammen bygningen af jernbanen mellem Kowloon og Kanton, Kowloonværftet og kort tid efter af Kai Tak-flyvepladsen. Flyvepladsens beliggenhed medførte byggerestriktioner som stod ved lag indtil slutningen af 1990'erne. 
Den 1. juli 1997 blev hele Kowloon overdraget til Kina sammen med det øvrige Hongkong.
22°19′N 114°11′Ø / 22.317°N 114.183°Ø